# آئرونکا کی
آئرونکا کی (به انگلیسی: Aeronca_K) یک هواگرد ملخ‌پیشین تک‌موتوره است. این هواگرد در سال ۱۹۳۷ میلادی رسماً معرفی گردید. در مجموع، تعداد ۳۵۷ فروند از این هواگرد ساخته شده‌است.
طراح این هواگرد، Jean A. Roache بود.